# Ve (dios)
Ve era uno de los Æsir e hijo de Bestla y Bor en la mitología nórdica. Sus hermanos eran Vili y Odín. Era conocido por darle a la humanidad el poder de hablar y el de los sentidos externos.
En la Völuspá, en la creación del primer hombre (Ask) y mujer (Embla), Hœnir y Lóðurr ayudaron a Odín. En Gylfaginning, estos son sustituidos por Vili y Ve.

## Otros nombres
- Alemán: Wiho